# Municipio de Ell
El municipio de Ell (en inglés: Ell Township) es un municipio ubicado en el condado de Hancock en el estado estadounidense de Iowa. En el año 2010 tenía una población de 743 habitantes y una densidad poblacional de 7,88 personas por km².

## Geografía
El municipio de Ell se encuentra ubicado en las coordenadas 43°2′21″N 93°33′25″O / 43.03917, -93.55694. Según la Oficina del Censo de los Estados Unidos, el municipio tiene una superficie total de 94.29 km², de la cual 94,29 km² corresponden a tierra firme y (0 %) 0 km² es agua.

## Demografía
Según el censo de 2010, había 743 personas residiendo en el municipio de Ell. La densidad de población era de 7,88 hab./km². De los 743 habitantes, el municipio de Ell estaba compuesto por el 99,06 % blancos, el 0,27 % eran afroamericanos, el 0,13 % eran asiáticos y el 0,54 % eran de una mezcla de razas. Del total de la población el 0,27 % eran hispanos o latinos de cualquier raza.